# Piriri to Yukou!

Coperta Piriri to Yukou!

"Piriri to Yukou!" (ピリリと行こう！?) - (Hai să facem lucrurile mai interesante!) este al treilea single al trupei Berryz Kobo. A fost lansat pe 26 mai 2004, iar DVD-ul Single V pe 9 iunie 2004.

## Track List

### CD
1. Piriri to Yukou! (ピリリと行こう！) 
2. Kacchoee! (かっちょええ！ - Foarte cool!)
3. Piriri to Yukou! (Instrumental) (ピリリと行こう！ (Instrumental))

### Single V
1. Piriri to Yukou! (ピリリと行こう！) 
2. Piriri to Yukou! (Close-Up Ver.) (ピリリと行こう！(Close-Up Ver.)) 
3. Making Of (メイキング映像)

## Credite
1. Piriri to Yukou! (ピリリと行こう！) 
- Versuri: Tsunku (つんく)
- Compoziție: Tsunku(つんく)
- Aranjare: Hirata Shoichirou (平田祥一郎)

2. Kacchoee! (かっちょええ！) 
- Versuri: Tsunku (つんく)
- Compoziție: Tsunku (つんく)
- Aranjare: Tanaka Nao (田中直)

## Interpretări în concerte
- 2004 Natsu First Concert Tour "W Stand by! W & Berryz Koubou!" (împreună cu W)
- Berryz Koubou Live Tour 2005 Shoka Hatsu Tandoku ~Marugoto~
- 2005nen Natsu W & Berryz Koubou Concert Tour "HIGH SCORE!" (împreună cu W)
- Berryz Koubou Live Tour 2005 Aki ~Switch ON!~
- Berryz Koubou Concert Tour 2006 Haru ~Nyoki Nyoki Champion!~
- Berryz Koubou Summer Concert Tour 2006 "Natsu Natsu! ~Anata wo Suki ni Naru Sangenzoku~"
- 2007 Sakura Mankai Berryz Koubou Live ~Kono Kandou wa Nidoto Nai Shunkan de Aru~
- Berryz Koubou Concert 2007 Haru ~Zoku Sakura Mankai Golden Week Hen~